# 彰化縣大村鄉大西國民小學
彰化縣大村鄉大西國民小學是位於臺灣彰化縣大村鄉的學校。佔地0.82公頃，創校於1968年。發展特色有閱讀、英語、美學、節令鼓。

## 沿革
大村鄉在1909年（日明治42年）由員林公學校設立大村分校，1917年獨立，命名為「燕霧公學校」，1922年改名為「大村公學校」。1941年改為「大村國民學校」，當時大村只有「大村國小」一所小學，於是東區於1922年三月設立蓮花池分教場，後來陸續更改校名；西區之大崙、加錫、新興學生，也於1951年起暫借埤腳五通公廟宇設立新興分班。另於1955年四月購得現址建校，校舍完竣隨即遷入開課，並於同年八月命名為「大村國民學校加崙分校」，1957年（民國46年）8月正式獨立為「大西國民學校」。1968年（民國57年）適逢九年義務教育之頒布，於是「大西國民學校」正式改制為「大西國民小學」。

## 歷任校長
| 姓名   | 任期                 | 備註 |
| ------ | -------------------- | ---- |
| 林丁有 | 1957年11月-1965年9月 |      |
| 吳榮林 | 1965年9月-1973年9月  |      |
| 洪燕山 | 1973年9月-1980年9月  |      |
| 巫景陽 | 1980年9月-1984年6月  |      |
| 賴禮讓 | 1984年6月-1998年9月  |      |
| 游錦文 | 1998年9月-2008年8月  |      |
| 梁瑞興 | 2008年8月-2012年8月  |      |
| 陳秀梅 | 2012年8月-2016年2月  |      |
| 游美雯 | 2016年2月-2023年7月  |      |
| 許銘裕 | 2023年8月-迄今       |      |

## 特色
大西國小在語言教育部分，2020年參加彰化縣政府大拇指啟英計畫，發展Nature and Me以及Farmer market英語校本課程。。且分別於2021年獲得教育部閱讀磐石學校獎、2022年游美雯校長獲教育部閱讀推手獎。
此外，並發展民俗體育與美學教育。2016年成立節令鼓隊，參加教育部體育署109學年度全國各級學校民俗體育競賽文陣競賽特優。2021年則與大村鄉五通宮合作，以廟內空間展示學生畫作，廟前則提供學生表演才藝。